# Каньяверас
Каньяверас (ісп. Cañaveras) — муніципалітет в Іспанії, у складі автономної спільноти Кастилія-Ла-Манча, у провінції Куенка. Населення — 368 осіб (2010).
Муніципалітет розташований на відстані близько 110 км на схід від Мадрида, 39 км на північний захід від Куенки.

## Демографія
Динаміка населення (INE ):